# Chibi-Robo!: Park Patrol
Chibi-Robo!: Park Patrol är titeln på ett spel från 2007 utvecklat av det japanska företaget skip Ltd. för Nintendo. Spelet är en uppföljare till Chibi-Robo!, och det släpptes till Nintendo DS.